# Chiesa di San Donato (Lucca)
La chiesa di San Donato è una chiesa di Lucca che si trova in via San Donato.

## Storia e descrizione
La costruzione dell'attuale edificio, iniziata nel 1624, terminò nel 1630. Sulla fine del Settecento subì un notevole ampliamento a forma di croce greca nella parte absidale e fu dotata della cupola sostenuta da otto colonne. La zona presbiteriale fu affrescata da Michele Marcucci nel 1907 ed accoglie inoltre un dipinto di Matteo Boselli con la Madonna tra i Santi Carlo, Donato, Bernardino e Antonio abate.
All'interno conserva la balaustra in marmo del presbiterio inaugurata il 4 agosto 1801 quando la chiesa fu elevata a parrocchia, l'altare maggiore con sul retro il quadro di San Donato in veste di vescovo (XVIII secolo), le due statue in marmo di Santa Giustina e di San Benedetto provenienti dalla chiesa lucchese di S. Giustina, la cantoria con l'organo di Michelangelo Crudeli (1795), i quadri della Via Crucis (secolo XIX), gli altari laterali, i finestroni istoriati (1978).
Numerosi sono poi gli arredi conservati in sacrestia tra i quali merita ricordare la terracotta invetriata dell'Assunta (secolo XVIII), l'ostensorio (1805), il baldacchino del Corpus Domini ricamato dalle Monache Agostiniane di Vicopelago, i lampioni, la pala dipinta su due lati della Confraternita di S. Carlo e l'urna con reliquia di S. Donato, pregevoli opere lignee del secolo XIX.
Un accenno particolare per il valore artistico e l'importanza storica va, infine, rivolto all'arme (o cartella) con al centro la figura di S. Donato disposta alla sommità della porta d'ingresso. La cornice, di gusto schiettamente secentesco, è riccamente decorata con volute, mascheroni e due festoni di frutta.
Lo scudo reca l'effigie del Santo scolpita in bassorilievo nel marmo. Immediatamente sotto, incisa anch'essa nel marmo in epoca forse diversa, porta la data 1642. I volumi 10, 11 e 19 sulle fortificazioni giacenti presso l'Archivio di Stato di Lucca informano che detto scudo, già sul puntone del baluardo vecchio di S. Donato, venne spostato sul puntone di quello nuovo nel 1639, l'anno stesso dell'inaugurazione della porta omonima. Qui rimase non sappiamo quanto tempo per essere posto su di un carro e portato davanti alla chiesa di S. Donato da Giovanni del fu Matteo Giovannetti alle ore 15 del 19 maggio 1799.
Nel Novecento numerosi sono stati effettuati i lavori di completamento della parrocchia: la canonica, il cimitero, il campanile bianco e le aule per il catechismo. Dal 1966, con l'arrivo del parroco Graziano Davini, si ebbe un impulso per migliorare l'intera struttura parrocchiale restaurando ed abbellendo la chiesa, realizzando il salone parrocchiale, la sala di riconciliazione, l'oratorio Don Bosco e le attrezzature ludico-sportive ad esso collegato.
Il campanile contiene un concerto di 4 campane, fuse dalla storica Fonderia Lorenzo Lera, originariamente nel 1914. Successivamente alla seconda guerra mondiale la campana maggiore e quella minore furono rifuse e inaugurate nel settembre del 1948. Dati rilevati in campanile dai campanari locali.
Negli anni duemila è stato poi realizzato il nuovo grande centro Parrocchiale "Le Vele".

## Lostato delle animeconservato nell'Archivio Parrocchiale dall'anno 1700
Dallo Stato d'anime della popolazione conservato nell'Archivio Parrocchiale di S. Donato apprendiamo che nell'anno 1700 gli abitanti del paese erano 456 e le famiglie 89. Tra i cognomi ricorrenti troviamo: Berti, Cappellini, Cortopassi, Dini, Domenici, Giovannetti, Giuliani, Marchi, Masini, Nardini, Pardi, Pardini, Parducci, Paulini, Pellegrini, Pellicciaia, Simi e Vincenti, a cui vanno aggiunti i Barsuglia, i Belli e i Pera, già in quel tempo suddivisi in molti nuclei familiari.
Dei Belli vi è traccia fin dal 1138 in una pergamena che ricorda una contrattazione di Balduccione, figlio del Bello console di Lucca. Nel 1269 Manfredino Giovanni e Buonaccorso Belli fecero un lascito alla Chiesa di Sant'Anastasio. Nel 1331, al giuramento di Giovanni I di Boemia, signore di Lucca, presso porta di Borgo, troviamo fra i notabili della città Domenico e Frediano di Cecco e Meo Belli.
I Pera sono ricordati sia in un documento parrocchiale del 1473 (Lodovico e Rocco fratelli vendono beni a Bernardo [della Pera] di S. Donato) che in una successiva carta del 1500 (Lunardo [Gerolamini] di Giovanni allivella a Domenico Gian Bartolomeo di Pietro [Pera] da S. Donato beni in contrada di S. Donato) mentre negli atti del fonte battesimale di San Giovanni di Lucca – conservati nella Biblioteca Arcivescovile della città – si legge che il giorno 6 novembre 1446 fu ivi battezzato Luca figlio d'Antonio [di Monna Piera], popolo di San Donato e che due anni dopo, l'8 dicembre 1448, ricevette il medesimo Sacramento Ansano figlio di Antonio di Paolo di Villano della contrada di San Donato, fratello di Luca.
Capostipiti della famiglia Pera sono, quindi, da ritenersi Madonna Piera e Paolo di Villano, quest'ultimo emigrato dal contado di Pisa a seguito della presa della città da parte fiorentina del 1406 e che ancora compare tra i contribuenti della prestanza (ossia dell'imposizione fiscale) del 1407.
I Barsuglia, infine, sono ricordati per la prima volta in un documento dell'Archivio Parrocchiale di S. Donato del 1677 che parla di Bartolomeo Barsuglia e dei suoi figli Benvenuto, Giuseppe e Bernardo, probabili capostipiti di quanti abitarono nella corte a cui diedero il nome.
Le case sparse nei campi o sul limite delle strade, diverse per lunghezza ed altezza, costituivano il centro delle attività e della vita quotidiana: avevano la facciata e l'aia, talora piastronata, rivolte a mezzogiorno.
Sui lati od oltre l'aia stessa si trovavano le stalle e gli edifici per gli attrezzi agricoli, caratterizzati dalle mandolate dei fienili che si distinguevano per la tipica disposizione dei rossi mattoni.
Portavano in genere il nome delle località dove erano costruite ("ai Capanni", "a Cecchella", "al Palazzo"), oppure quello delle famiglie che le avevano costruite preceduto dalle preposizioni "al", "ai" oppure "agli" ("al Barsuglia", "ai Simi", "ai Petrocchi", "agli Arrighini") e solo le case dei Belli e dei Pera, oltre a quelle situate "ai Burichetti", avevano la denominazione di "corte".
Tale appellativo, seguito dal nome dei proprietari, sarà riconosciuto più tardi a molte altre abitazioni dalle caratteristiche sopra descritte.
Dal 1700 al 1800 la popolazione di S. Donato aumentò di circa 200 unità, essendo passate le famiglie da 83 a 121 e gli abitanti da 456 a 640, e solo nella prima metà del Settecento, anche per l'arrivo di nuove famiglie, i residenti superarono le 500 unità.
Nella seconda metà del 1800, invece, la crescita si fa più sensibile tanto che nel 1878 si contano a S. Donato 595 persone.
Per ragioni forse connesse ad epidemie, scarsi raccolti e calamità naturali nel 1787 si verificò un calo di 63 unità ma ben presto seguì la ripresa e lungo tutta l'epoca del Ducato di Lucca (1817-1847) ed alcuni anni del Granducato di Toscana gli abitanti aumentarono fino a divenire 1044 nel 1853.
Nel 1800, prevalentemente dalle vicine comunità, giunsero le famiglie Batoni, Garbini, Giusti, Iaconi, Massoni mentre da prima del 1778 abitavano a S. Donato la famiglia di Nicolao di Lorenzo e quella di Domenico di Paulin Bertolli.
Nel 1794 le famiglie Bertolli erano ancora due, agli inizi del 1800 passarono a tre, tornarono ad essere due fino a tutto il 1819, salirono a quattro nel 1842 e, dal 1853 al 1871, si stabilizzano a tre.
Nel Settecento i Bertolli possedevano una rivendita d'olio, vino e formaggio sulla via di Meati, nel primo caseggiato a sinistra dopo la chiesina di San Rocco. Di qui, verso la fine del secolo, si trasferirono nelle case a ridosso del palazzo Garbini che nell'Ottocento presero il loro nome.